# Recueil officiel du droit fédéral
 (août 2019).
Si vous disposez d'ouvrages ou d'articles de référence ou si vous connaissez des sites web de qualité traitant du thème abordé ici, merci de compléter l'article en donnant les références utiles à sa vérifiabilité et en les liant à la section « Notes et références ».
Le Recueil officiel du droit fédéral (Recueil officiel, RO) est une collection qui publie dans l'ordre chronologique tous les actes législatifs fédéraux suisse pendant une année. 
C'est la seule publication qui fait foi en droit suisse et qui produit pour les particuliers les effets juridiques de la promulgation (art. 8 de la loi sur les publications officielles, LPubl, RS 170.512). À noter que si un acte législatif n'est mentionné au Recueil officiel que par son titre et par l'adjonction d'une référence ou de l'organisme auprès duquel il peut être obtenu (art.5 LPubl), c'est la version qui n'est disponible qu'en ligne à laquelle il est renvoyé qui fait foi (art. 9 al. 1 LPubl). 
On peut consulter gratuitement en ligne le Recueil officiel sur les pages consacrées à cette collection sur le site web de l'Administration fédérale (art. 16 al. 1 LPubl). Seuls les fascicules parus depuis 1998 (fascicule no 34/1998) sont disponibles. Les textes sont fournis au format PDF. 

## Contenu
Le Recueil officiel du droit fédéral publie en principe tous les textes de droit fédéral:
- Les actes de la Confédération (art. 2 LPubl), soit la Constitution fédérale, les lois fédérales, les ordonnances de l'Assemblée fédérale, les ordonnances du Conseil fédéral, certains arrêtés fédéraux et les autres actes normatifs édictés par des autorités fédérales ainsi que par les organisations ou des personnes de droit public ou de droits privés auxquels incombent des tâches administratives mais qui ne font pas partie au sens strict de l'administration fédérale.
- Les traités internationaux et décisions relevant du droit international (art. 3 LPubl), soit principalement les traités internationaux et les décisions d'organisations internationales et supranationales qui lient la Suisse et contiennent des règles de droit.
- Les conventions entre Confédération et cantons (art. 4 LPubl)

## Organes
C'est le Centre des publications officielles (CPO) de la Chancellerie fédérale qui publie cette collection, au fur et à mesure de la promulgation des textes (art. 1 al. 1 de l'ordonnance sur les publications officielles, OPubl, RS 170.512.1). 

## Modalités de publication
Les textes sont publiés au moins cinq jours avant leur entrée en vigueur (publication ordinaire; art. 7 al. 1 LPubl). Si cela est impossible en raison de l'urgence ou de circonstance extraordinaire, un texte peut être préalablement publié d'une autre manière (art. 7 al. 3 LPubl). On parle alors de publication extraordinaire. Ces textes sont notamment des lois fédérales qui ont été déclarées urgentes et qui doivent immédiatement entrer en vigueur (art. 165 de la Constitution fédérale de la Confédération suisse). Tous ces actes sont publiés notamment au Recueil systématique du droit fédéral sous le numéro "105 Législation d'urgence"

### Exceptions
Exceptionnellement, il peut être renoncé à la publication pour les actes et les traités internationaux qui doivent être tenus secrets pour des questions de sécurité nationale (art. 8 LPubl), et pour les actes législatifs à caractère secondaire (art. 5 LPubl). Dans ce dernier cas, la publication est remplacée au Recueil officiel par une simple référence à l'organe dans lequel la publication a eu lieu ou auprès duquel le texte peut être commandé (art. 1 et art. 2 LPubl).
Depuis quelques années et bien que le cas ne soit pas prévu par la loi, la pratique a aussi imposé ce système du simple renvoi pour les textes relevant du droit européen publiés dans le Journal officiel de l'Union européenne (JOUE) et qui lient la Suisse en vertu de traités internationaux ou à la suite de leur intégration dans la législation fédérale.

## Historique
Le recueil officiel des lois et ordonnances fédérales de la Confédération suisse est paru de manière irrégulière de 1848 à 1904 et compte 30 volumes au total.
De 1904 à 1987, il paraît chaque semaine en tant que supplément à la Feuille fédérale sous le titre Recueil des lois fédérales et compte 84 volumes au total.
De 1988 à 2005, il est publié sous le titre Recueil officiel des lois fédérales (Recueil officiel, RO). Depuis 2005, sa désignation officielle est Recueil officiel du droit fédéral.
Le RO est disponible sur Internet depuis 1998. Les numéros antérieurs à cette date sont numérisés et disponibles sur le site Internet des Archives fédérales suisses. Depuis le 1er janvier 2016, seules les versions électroniques du RO et de la Feuille fédérale ont un effet juridiquement contraignant.

## Langues
Tous les textes publiés au Recueil officiel paraissent simultanément en éditions séparées dans les trois langues officielles: allemand, français, italien (art. 14 al. 1 LPubl).

### Articles de presse
- (de) AP, « 215 neue Erlasse 2006 », Neue Zürcher Zeitung,‎ 30 décembre 2005 (lire en ligne).
- (de) AP, « 400 neue Rechtserlasse », Neue Zürcher Zeitung,‎ 19 décembre 2009 (lire en ligne).